# Hydrohalogenace
Hydrohalogenace je elektrofilní adice halogenovodíkových kyselin na alkeny za vzniku odpovídajících halogenalkanů.
Pokud je na každý atom vodíku, z nichž vychází dvojná vazba, napojen různý počet atomů vodíku, tak se halogen přednostně navazuje na uhlík s méně vodíkovými substituenty, tento jev se nazývá Markovnikovovo pravidlo. Jeho příčinou je tvorba stabilnějšího karbokationtu z alkenu a kyseliny (HX) (stabilita klesá v řadě: terciární > sekundární > primární > methyl) vedle aniontu halogenu.
Jako příklad hydrochlorace lze uvést reakci indenu s chlorovodíkem:
Do hydrohalogenací mohou také vstoupit alkyny. V závislosti na substrátu mohou jejich hydrohalogenace probíhat jako soustředěné protonace/nukleofilní ataky (AdE3) nebo postupně tak, že se nejprve protonuje alkyn za vzniku vinylového kationtu a poté nastane atak HX/X− za vzniku produktu (AdE2).
U alkynů má na regioselektivitu vliv relativní stabilita uhlíkových atomů stabilizující kladný náboj (částečný u soustředěných přechodných stavů a úplný u vinylových kationtů). V závislosti na podmínkách reakce může vznikat alkenylhalogenid nebo produkt dvojnásobné hydrohalogenace, dihalogenalkan. Ve většině případů se přitom vytvářejí gem-dihalogenalkany. Regioselektivita se dá vysvětlit rezonanční stabilizací sousedního karbokationtu volným elektronovým párem původně navázaného halogenu. Zastavit substituci v prvním kroku může být obtížné a často vznikají směsi mono- a dihydrohalogenovaných sloučenin.

## Protimarkovnikovovská adice
Za přítomnosti organických peroxidů se HBr aduje na alkeny protimarkovnikovovsky. Tato regiochemie vyplývá z mechanismu reakce, který upřednostňuje tvorbu stálejšího radikálového meziproduktu (stabilita klesá v řadě: terciární > sekundární > primární > methyl). Mechanismus je zde podobný jako u řetězových reakcí, jako jsou radikálové halogenace, kde peroxid podporuje vytváření bromidových radikálů. Za přítomnosti peroxidů se tak HBr aduje způsobem, kdy je atom bromu na uhlík s nejvíce vodíkovými substituenty a vodík na ten, který má navázaných vodíků nejméně. Tento proces je ovšem omezen pouze na adice HBr.
Ostatní halogenovodíky (HF, HCl, HI) se nechovají tímto způsobem. Vazba vodík-fluor je příliš silná a tak se netvoří fluoridové radikály. Chlorovodík reaguje příliš pomalu, protože vazba vodík-chlor je také silná. V důsledku nízké energie vazby vodík-jod se při reakci neuvolňuje dostatek tepla.
Vzniklé 1-bromalkany jsou užitečnými alkylačními činidly. V reakcích s dimethylaminem slouží jako prekurzory mastných aminů. Alkylbromidy s dlouhými řetězci, například 1-bromdodekan, reakcemi s terciárními aminy vytváří kvartérní amoniové soli, sloužící jako katalyzátory fázového přenosu.
Za přítomnosti Michaelových akceptorů reakce také probíhá protimarkovnikovsky, protože nukleofil X− vstupuje do nukleofilní adice; příkladem může být reakce HCl s akroleinem.